# Turilândia
Turilândia là một đô thị thuộc bang Maranhão, Brasil. Đô thị này có diện tích 1511,575 km², dân số năm 2007 là 17202 người, mật độ 11,38 người/km².